# Joe Bauer (Autor)
Joe Bauer (* 1954 in Mögglingen) ist ein deutscher Journalist und Autor aus Stuttgart.

## Leben und Wirken
Bauer war als Journalist bei den Stuttgarter Nachrichten angestellt, für die er jahrelang die Kolumne „Joe Bauer in der Stadt“ verfasste. Zudem schrieb er eine Kolumne für die Kontext: Wochenzeitung. Er veranstaltet in Stuttgart regelmäßig mit wechselnden Künstlern den sogenannten „Flaneursalon“, eine kulturelle Veranstaltung aus Komik, Literatur und Musik. Er veröffentlichte mehrere Textsammlungen, die sich mit der Geschichte und Kultur von Stuttgart befassen. Bauer engagierte sich bei den Protesten gegen Stuttgart 21.

## Werke (Auswahl)
- Stuttgart – my cleverly hills, Konrad Theiss Verlag, Stuttgart 1998, ISBN 3-806213-77-1.
- Ich gebe alles, Edition Tiamat, Berlin 2000, ISBN 3-893200-34-7.
- Gefangen in cleverly hills, Konrad Theiss Verlag, Stuttgart 2003, ISBN 3-806217-69-6.
- Schwaben, Schwafler, Ehrenmänner, Edition Tiamat, Berlin 2009, ISBN 3-893201-36-X.
- Im Kessel brummt der Bürger King, Edition Tiamat, Berlin 2012, ISBN 3-893201-71-8.
- In Stiefeln durch Stuttgart, Edition Tiamat, Berlin 2015, ISBN 3-893202-02-1.
- Im Staub von Stuttgart, Edition Tiamat, Berlin 2018, ISBN 3-893202-34-X.
- Einstein am Stuttgartstrand, Edition Tiamat, Berlin 2024, ISBN 3-893203-20-6.